# Masmo (stacja metra)
Masmo – skalna, podziemna stacja sztokholmskiego metra, leży w gminie Huddinge, w dzielnicy Vårby, w części Masmo. Na czerwonej linii metra T13, między Fittją a Vårby gård. Dziennie korzysta z niej około 2 200 osób.
Stacja znajduje się na głębokości 20-45 metrów pod Masmoberget, od Botkyrkaleden w kierunku Solhagavägen. Posiada jedno wyjście zlokalizowane na rogu Solhagavägen i Varsvägen. 
Otworzono ją 1 października 1972 wraz z odcinkiem Vårberg-Fittja. Jest to pierwsza skalna stacja w całym systemie. Posiada jeden peron. Projektantem stacji jest Michael Granit.

## Sztuka
- Ta ner solen i tunnelbanan (pol. Ściągnięcie słońca na dół, do metra), seria obrazów na metalowych planszach, na ścianach stacji, Staffan Hallström i Lasse Andréasson, 1971[4]

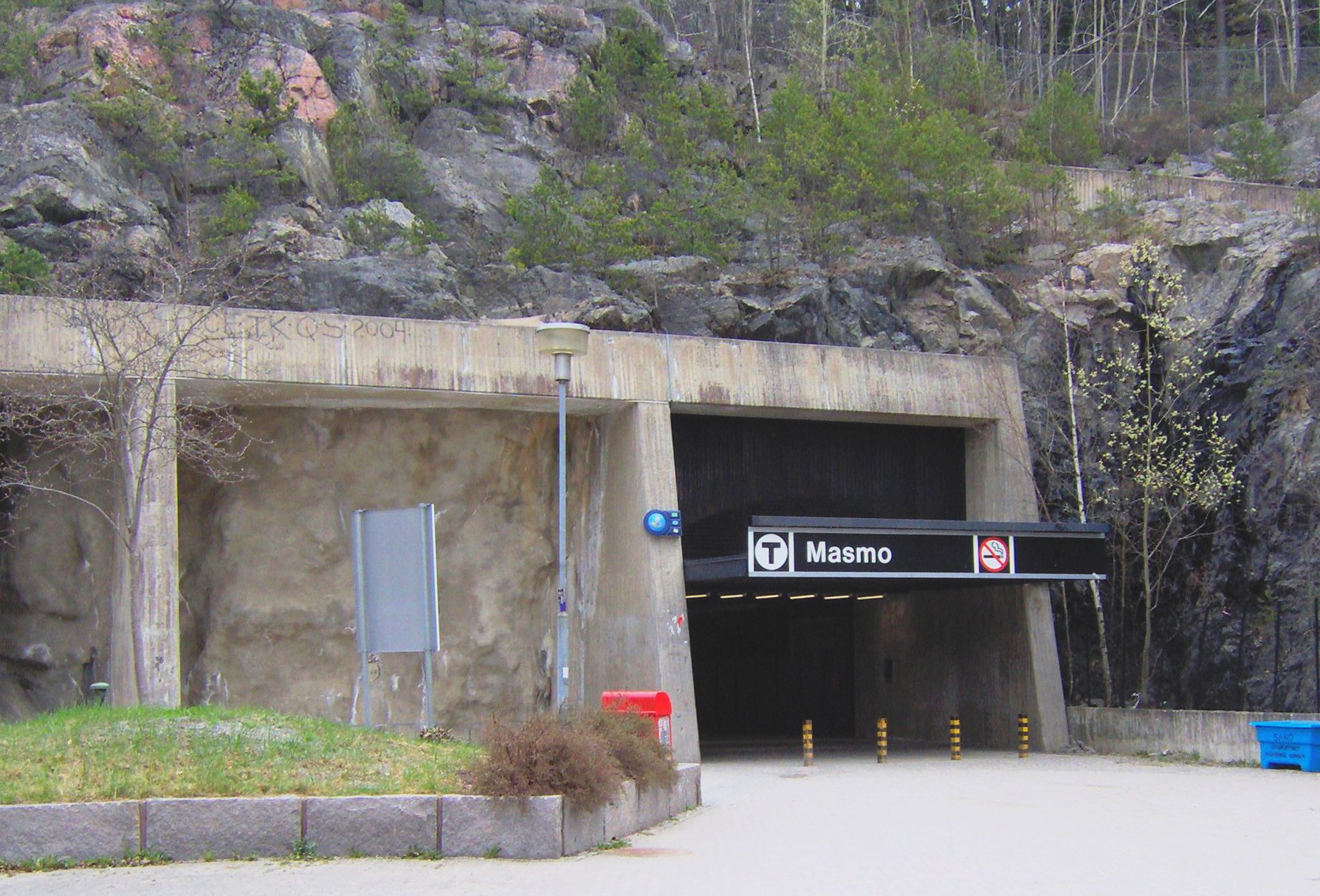
Wejście do stacji

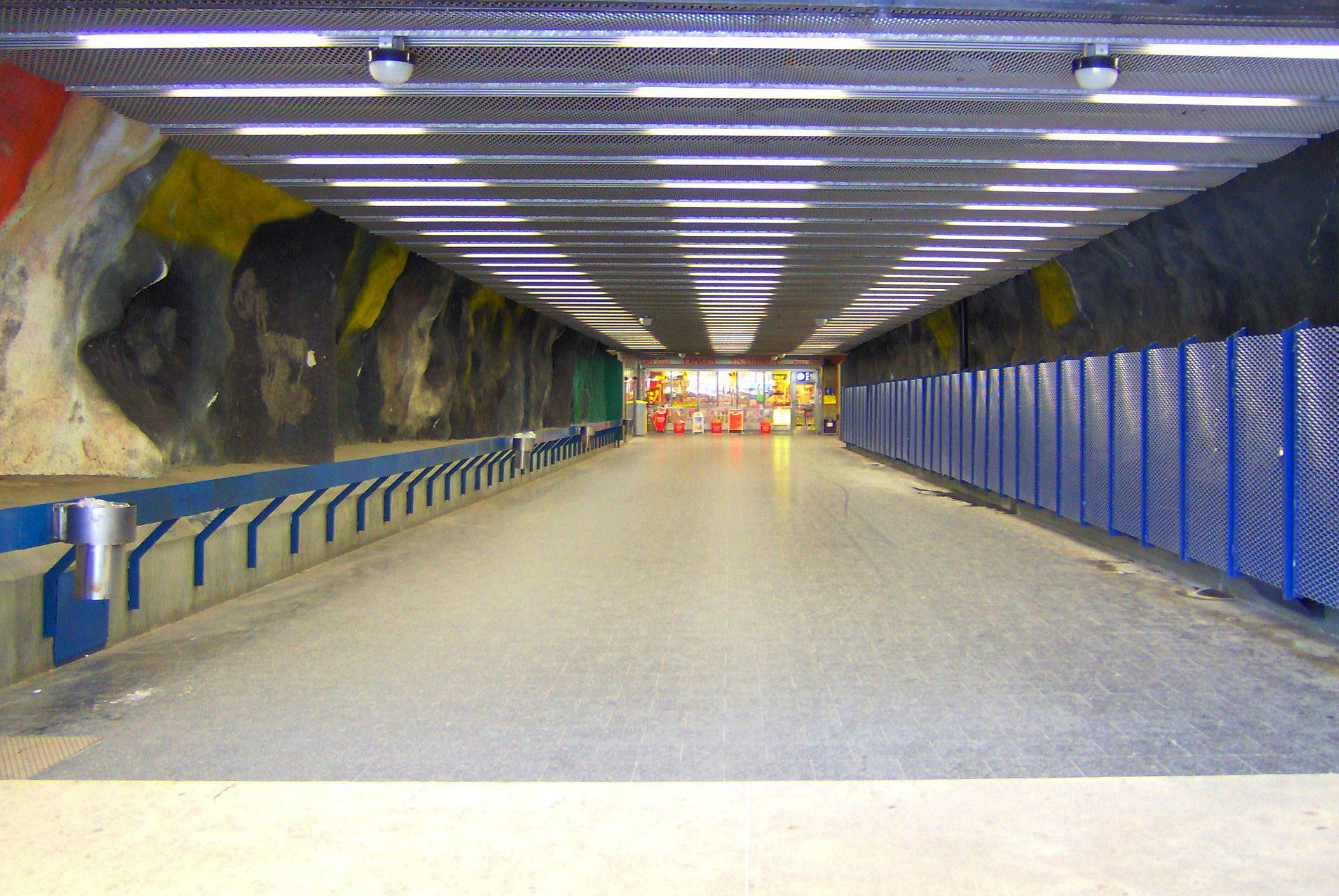
Przejście między wyjściem a stacją

## Czas przejazdu
| Linia | Stacja   | Czas przejazdu | Stacja                                                    | Czas przejazdu                     |
| T13   | Ropsten  | 37 min         | Liljeholmen Slussen Gamla stan T-Centralen Östermalmstorg | 19 min 25 min 27 min 29 min 31 min |
| T13   | Norsborg | 7 min          | Liljeholmen Slussen Gamla stan T-Centralen Östermalmstorg | 19 min 25 min 27 min 29 min 31 min |